# Chileolobius notatus
Chileolobius notatus es una especie de coleóptero de la familia Endomychidae.

## Distribución geográfica
Habita en Chile.